# Ruta 331 (Costa Rica)
La Ruta 331, oficialmente Ruta Nacional Terciaria 331, es una ruta nacional de Costa Rica ubicada en las provincias de San José y Puntarenas.

## Descripción
En la provincia de San José, la ruta atraviesa el cantón de Pérez Zeledón (el distrito de Pejibaye).
En la provincia de Puntarenas, la ruta atraviesa el cantón de Buenos Aires (el distrito de Colinas).